# گیوکین
گیوکین (انگلیسی: Goyokin) فیلمی در ژانر درام و ماجراجویی به کارگردانی هیدئو گوشا است که در سال ۱۹۶۹ اکران شد.

## بازیگران
- تاتسویا ناکادای
- یوروزویا کینوسوکه
- کونیه تاناکا
- تتسورو تامبا
- یوکو تسوکاسا
- روریکو آسائوکا